# Beta macrorhiza
Beta macrorhiza är en amarantväxtart som beskrevs av Christian von Steven. Beta macrorhiza ingår i släktet betor, och familjen amarantväxter. Inga underarter finns listade i Catalogue of Life.